# Long Branch Park 1983
Long Branch Park 1983 je, zatím poslední, koncertní album amerického houslisty Papa John Creache, vydané 10. května 2011. Jedná se o posmrtné album, protože Papa John Creach zemřel v roce 1994.

## Seznam skladeb
| Disk 1 | Disk 1                | Disk 1 |
| Pořadí | Název                 | Délka  |
| ------ | --------------------- | ------ |
| 1.     | Intro                 | 1:10   |
| 2.     | Fiddler Jam           | 2:02   |
| 3.     | Son of Fiddler        | 3:12   |
| 4.     | Country Boy, City Man | 3:12   |
| 5.     | Country Girl          | 10:09  |
| 6.     | Get Fiddler           | 3:57   |
| 7.     | Inphasion             | 4:55   |
| 8.     | Georgia               | 6:56   |
| 9.     | Pop Stop              | 5:08   |
| 10.    | Montuno Grande        | 4:23   |

| Disk 2 | Disk 2                         | Disk 2 |
| Pořadí | Název                          | Délka  |
| ------ | ------------------------------ | ------ |
| 1.     | Band Intro                     | 1:29   |
| 2.     | Cast Your Bread Upon the Water | 7:29   |
| 3.     | Fiddlesticks                   | 6:22   |
| 4.     | Let's Get Dancin'              | 6:24   |
| 5.     | Somewhere Over the Rainbow     | 8:28   |
| 6.     | John's Other                   | 9:49   |
| 7.     | Southern Strut                 | 3:55   |